# Tioperamid
Tioperamid je potentan i selektivan antagonist histaminskog H3 receptora, koji ima sposobnost prolaza kroz krvno-moždanu barijeru.
Tioperamid je korišten u ranim ekperimentima sa H3 receptorom. Utvrđeno je da je tioperamid antagonist histaminskih autoreceptora, koji detektuju prisustvo histamina. Tioperamid pojačava aktivnost histaminergičkih neurona putem blokiranja autoreceptora, čime se sprečava detekcija histamina neuronima. Posledica toga je da neuroni otpuštaju više histamina.